# Frit flet
Frit flet er en fællesbog skrevet af Naja Marie Aidt, Line Knutzon og Mette Moestrup. Bogen udkom på forlaget Gyldendal (2014). Det fremgår ikke af værket, hvem af de tre, der har skrevet hvilke dele af bogen. Hver del er signeret A, B og C. 
Værket blander tekstformer som lyrik, prosa, dagbogsnotater, e-mails osv. Bogen har ikke et centralt tema, men krydser mellem temaer som krop, seksualitet, feminisme, frihed, kunst og kærlighed.
Bogen var en af 2014's mest anmelderroste udgivelser og endte på flere toplister.
I 2015 uddelte dagbladet Politiken for første gang Frit Flet-prisen på 50.000 kr. til en "udgivelse, der arbejder nybrydende og eksperimenterende i det litterære felt". Som inspiration til oprettelsen af prisen modtog Frit Flet den første pris.